# جاكي كارتر
جاكي كارتر (بالإنجليزية: Jackie Carter)‏ هي كاتبة للأطفال وكاتِبة أمريكية، ولدت في 28 يونيو 1953، وتوفيت في 13 أبريل 2016.